# Park Narodowy Ukkusiksalik
Park Narodowy Ukkusiksalik (ang. Ukkusiksalik National Park, fr. Parc national Ukkusiksalik) – park narodowy położony we wschodniej części Nunavut w Kanadzie. Park zajmuje powierzchnię 20 500 km². Park narodowy został założony 23 sierpnia 2003, zostając jednocześnie 41. parkiem narodowym Kanady. Dostęp do parku jest możliwy dzięki połączeniom lotniczym z Winnipeg, stolicy prowincji Manitoba oraz Yellowknife, stolicy Terytoriów Północno-Zachodnich. Obecnie teren parku jest niezamieszkany, ale Inuici zamieszkiwali te tereny od roku 1000 do 1960.

## Fauna
Na terenie parku występują: niedźwiedź polarny, niedźwiedź grizli, wilk polarny, renifer, sokół wędrowny.

## Flora
Roślinność w parku jest typowa dla tundry. Występują tu m.in. brzoza, wierzba oraz kuklik.